# Mahieddine Khalef
 (novembre 2013).
Si vous disposez d'ouvrages ou d'articles de référence ou si vous connaissez des sites web de qualité traitant du thème abordé ici, merci de compléter l'article en donnant les références utiles à sa vérifiabilité et en les liant à la section « Notes et références ».
Mahieddine Khalef, né le 17 janvier 1944 à Mechra Bel Ksiri (protectorat français au Maroc) et mort le 10 décembre 2024 à Alger (Algérie), est un entraîneur algérien de football. Il est notamment connu pour son passage à la Jeunesse sportive de Kabylie, mais aussi et surtout à la Coupe du monde de football 1982, en tant que co-sélectionneur de l'équipe d'Algérie de football.

## Biographie

### Carrière en tant que joueur
Mahieddine Khalef fait ses débuts en tant que footballeur avec l'équipe du KAC Kenitra. En 1967, il rentre en Algérie, où il joue à la JS Kabylie avec laquelle il accède en première division, puis sera champion d'Algérie, en 1972-1973 avec Virgil Popescu un entraîneur roumain que Mahieddine a fait venir de son ancienne équipe marocaine du KAC Kenitra où il fut son entraîneur.

### Carrière en tant qu'entraîneur
Bien qu'il soit né au Maroc durant la présence française en Algérie, Mahieddine Khalef est né de parents algérien et kabyle de Aït Yenni. Il n'a pas fait de formation pour devenir entraîneur.
Il commence sa carrière à partir de l'année 1972, il remplace Boubekeur l'entraîneur qui a quitté la JSK, menacée de relégation à trois journées de la fin du championnat. Le club est ensuite pris en main par son ancien entraîneur au KA Kenitra, Popescu, qui réussit à obtenir le premier titre du club, puis le deuxième titre en 1973-1974 avec Petre Mîndru.
Avec l'entraîneur polonais Stefan Zywotko, Khalef entraînera la fameuse équipe des années 1980 de la JSK.
Fort de sa réussite en club, il sera appelé à entraîner l'Équipe nationale de 1979 aux Jeux Méditerranéens de Split en 1980 et lors de la Coupe du monde en 1982, avec Rachid Mekhloufi le directeur technique.
| No | Date            | Stade, ville, pays                                     | Adversaire           | Score          | Comp | Buteurs algériens                      |   |
| 1  | 24 octobre 1979 | stade du 5-Juillet-1962 Alger, Algérie                 | Libye                | 3 - 1          | QCAN | Belloumi 20e, Douadi 33e 50e           |   |
| 2  | 6 novembre 1979 | Stade du 11 Juin Tripoli, Libye                        | Libye                | 1 - 0          | QCAN |                                        |   |
| 3  | 7 mars 1982     | Stade du 28 Mars Benghazi, Libye                       | Zambie               | 1 - 0          | CAN  | Merzekane 85e                          |   |
| 4  | 10 mars 1982    | Stade du 28 Mars Benghazi, Libye                       | Nigeria              | 2 - 1          | CAN  | Madjer 45e, Assad 65e                  |   |
| 5  | 13 mars 1982    | Stade du 28 Mars Benghazi, Libye                       | Éthiopie             | 0 - 0          | CAN  | -                                      |   |
| 6  | 26 mars 1982    | Stade du 28 Mars Benghazi, Libye                       | Ghana                | 2 - 3          | CAN  | Zidane 29e, Assad 62e                  |   |
| 7  | 18 mars 1982    | Stade du 11 Juin Tripoli, Libye                        | Zambie               | 0 - 2          | CAN  | -                                      |   |
| 8  | 25 avril 1982   | Stade du 5 juillet 1962 Alger, Algérie                 | Pérou                | 1 - 1          | A    | Madjer 89e                             |   |
| 9  | 28 avril 1982   | Stade du 5 juillet 1962 Alger, Algérie                 | République d'Irlande | 2 - 0          | A    | Salah Assad Madjer                     |   |
| 10 | 16 juin 1982    | El Molinón Gijón, Espagne                              | Allemagne            | 2 - 1          | CM   | Madjer 54e, Belloumi 68e               |   |
| 11 | 21 juin 1982    | Stade Carlos Tartiere Oviedo, Espagne                  | Autriche             | 0 - 2          | CM   | -                                      |   |
| 12 | 24 juin 1982    | Stade Carlos Tartiere Oviedo, Espagne                  | Chili                | 3 - 2          | CM   | Assad 7e 31e, Bensaoula 35e            | - |
| 13 | 7 février 1984  | Stade du 5 Juillet 1962 Alger, Algérie                 | Roumanie             | 1 - 1          | A    | Bencheikh 80e                          |   |
| 14 | 17 février 1984 | Stade international du Caire Le Caire, Égypte          | Égypte               | 1 - 0          | QJO  |                                        |   |
| 15 | 21 février 1984 | Stade du Prince Faisal bin Fahd Riyad, Arabie saoudite | Arabie saoudite      | 4 - 2          | A    | Menad 36e, Fergani 59e ; Belloumi      |   |
| 16 | 5 mars 1984     | Stade de Bouaké Bouaké, Côte d’Ivoire                  | Malawi               | 3 - 0          | CAN  | Bouiche 29e, Belloumi 36e, Fergani 38e |   |
| 17 | 8 mars 1984     | Stade de Bouaké Bouaké, Côte d’Ivoire                  | Ghana                | 2 - 0          | CAN  | Menad 75e, Bensaoula 85e               |   |
| 18 | 11 mars 1984    | Stade de Bouaké Bouaké, Côte d’Ivoire                  | Nigeria              | 0 - 0          | CAN  |                                        |   |
| 19 | 14 mars 1984    | Stade de Bouaké Bouaké, Côte d’Ivoire                  | Cameroun             | 0 - 0 5 - 4tab | CAN  |                                        |   |
| 20 | 17 mars 1984    | Stade Félix Houphouët-Boigny Abidjan, Côte d’Ivoire    | Égypte               | 3 - 1          | CAN  | Madjer 67e, Belloumi 70e, Yahi 88e     |   |
| 21 | 10 octobre 1984 | Erzgebirgsstadion Aue, RDA                             | Allemagne de l'Est   | 5 - 2          | A    | Belloumi 85e, Menad 88e                |   |

| No | Date              | Stade, ville, pays                           | Adversaire         | Score          | Comp | Buteurs algériens                              |
| 1  | 21 novembre 1979  | stade de Poljud Split, Yougoslavie           | FRANCE             | 1 - 1          | JM   | Bensaoula 54'                                  |
| 2  | 23 septembre 1979 | stade de Poljud Split, Yougoslavie           | Tunisie            | 1 - 1          | JM   | Bousri 38e                                     |
| 3  | 25 septembre 1979 | stade de Poljud Split, Yougoslavie           | Turquie            | 0 - 1          | JM   | Fergani                                        |
| 4  | 27 septembre 1979 | Stade Šubićevac Šibenik, Yougoslavie         | Yougoslavie        | 3 - 2          | JM   | Belloumi 60e, Douadi 69e                       |
| 5  | 29 septembre 1979 | stade de Poljud Split, Yougoslavie           | Grèce              | 2 - 1          | JM   | Belloumi 10e, Assad pen                        |
| 6  | 9 décembre 1979   | Stade Mohamed V Casablanca, Maroc            | Maroc              | 1 - 5          | QJO  | Bensaoula 15e 16e 69e, Guemri 71e, Assad 87e   |
| 7  | 21 décembre 1979  | stade du 5-Juillet-1962 Alger, Algérie       | Maroc              | 3 - 0          | QJO  | Belloumi 40e, Kouici 46e, Assad 75e            |
| 8  | 9 mars 1980       | Liberty Stadium Ibadan, Nigeria              | Ghana              | 0 - 0          | CAN  |                                                |
| 9  | 13 mars 1980      | Liberty Stadium Ibadan, Nigeria              | Maroc              | 1 - 0          | CAN  | Belloumi 90e                                   |
| 10 | 16 mars 1980      | Liberty Stadium Ibadan, Nigeria              | Guinée             | 3 - 2          | CAN  | Bensaoula 12e 49e, Belloumi 37e                |
| 11 | 19 mars 1980      | Liberty Stadium Ibadan, Nigeria              | Égypte             | 2 - 2 4 - 2tab | CAN  | Assad 55e, Benmiloudi 62e                      |
| 12 | 22 mars 1980      | Surelere Stadium Lagos, Nigeria              | Nigeria            | 0 - 3          | CAN  |                                                |
| 13 | 13 juin 1980      | Siaka Stevens Stadium Freetown, Sierra Leone | Sierra Leone       | 2 - 2          | QCM  | Bensaoula 72e, Belloumi 85e                    |
| 14 | 20 juillet 1980   | Stade du 19 juin Oran, Algérie               | Sierra Leone       | 3 - 1          | QCM  | Fergani 42e, Bensaoula 47e, Madjer 78e         |
| 15 | 20 juillet 1980   | Dinamo Stadium Minsk, Union soviétique       | Syrie              | 3 - 0          | JO   | Belloumi 36e, Madjer 48e, Merzekane 73e (pen.) |
| 16 | 22 juillet 1980   | Republican Stadium Kiev, Union soviétique    | Allemagne de l'Est | 0 - 1          | JO   |                                                |
| 17 | 24 juillet 1980   | Dinamo Stadium Minsk, Union soviétique       | Espagne            | 1 - 1          | JO   | Belloumi 63e                                   |
| 18 | 27 juillet 1980   | Dinamo Stadium Minsk, Union soviétique       | Yougoslavie        | 0 - 3          | JO   |                                                |

### Le duo Khalef-Zywotko
En duo Avec le Polonais Stefan Zywotko, Mahieddine Khalef remporte dès sa première année un titre de champion d'Algérie en 1979, avec soixante treize points au compteur.
Khalef entraînera avec Zywotko l'équipe de la JSK, pendant treize ans, et écrira les plus belles pages de l'histoire du club et du football algérien.
Il remportera huit titres de champion d'Algérie en onze ans, une Coupe d'Algérie, une Coupe d'Afrique des clubs champions ainsi qu'une supercoupe d'Afrique.

## Coupe d'Afrique des nations de football 1980

### En tant que sélectionneur
Mahieddine Khalef, à la suite de ses bons résultats en club, fut convié à prendre en charge l'équipe nationale à la suite de la démission de Mekhloufi en avril 1979. Sous sa houlette, il qualifiera l'Algérie au JO 1980 de Moscou, à la CAN 1980 et la conduira au mondial 1982 en Espagne où il vaincra l'équipe d'Allemagne (RFA) sur le score de deux buts à un, et le Chili (trois buts à deux). Malheureusement, à cause d'un match arrangé entre les sélections allemandes et autrichiennes, la sélection algérienne s'arrêtera à la première phase, mais aura charmé tous les observateurs du football.[non neutre]

## Palmarès complet (club et sélection)

### JS Kabylie
- Championnat d'Algérie: (8)
  - Champion : 1977, 1980, 1982, 1983, 1985, 1986, 1989 et 1990.
  - Deuxième : 1978, 1979, 1981, 1988.
  - Troisième : 1976, 1984.
- Coupe d'Algérie : (2)
  - Vainqueur : 1977, 1986.
  - Finaliste : 1979.
- Ligue des champions de la CAF : (1)
  - Vainqueur : 1981.
  - Demi-Finaliste : 1984.
- Supercoupe d'Afrique : (1)
  - Vainqueur : 1982.
- Coupe de la CAF  : (1)
  - Vainqueur : 2001.

### Équipe nationale
- Coupe du monde :
  - Premier tour : 1982 (2 victoires)
- Coupe d'Afrique des nations :
  - Qualification  : 1980.
  - Finaliste : 1980.
  - 3e : 1984.
  - 4e : 1982.
- Jeux olympiques  :
  - Qualification  : 1980.
  - 1/4 Finale : 1980.
- Jeux méditerranéens :
  - 3e : 1979.

## Palmarès
Lors de son passage à la JSK, c'est le seul entraîneur algérien ayant entraîné un club pendant onze ans, et à n'être jamais descendu au classement final plus bas que la troisième place (hormis la saison 1986-1987). En effet, Khalef a passé avec Zywotko, toutes ces années au plus haut niveau du championnat à jouer la tête, soit onze fois consécutivement dans le top trois de la D1.
En termes de record également, c'est le plus titré des entraîneurs algériens (13 titres), avec huit titres de champions d'Algérie, deux Coupe d'Algérie, une Coupe d'Afrique des Clubs Champions ainsi qu'une Supercoupe d'Afrique. Il a également remporté la Coupe de la CAF en 2001 avec Nasser Sendjak.

## Khalef dans l'imaginaire sportif algérien
Sa notoriété est intacte, il est reconnu comme étant un fin connaisseur du football algérien. Pour le club, il est un entraineur historique, un monument du football algérien et un pionnier en première division. C'est lui qui permit au club de la JSK de connaitre ses plus belles heures de gloires sportives tant sur le plan national qu'international. Même au sein des plus jeunes supporters du club, qui ne l'ont jamais connu, le souvenir de leurs aïeux, qui ont supporté l'équipe lorsque Khalef entrainait la JSK, fut transmis aux plus jeunes.
Pour le football algérien et international (africain notamment), il demeure un consultant de choix pour des chaînes de télévisions mais aussi pour des radios et des journaux sportifs qui relatent les matchs du football algérien. Enfin, à la fin du mois de juillet 2009, le président de la JSK à l’époque, Mohand Cherif Hannachi, déclare qu'il est temps pour la JSK, d'honorer son entraineur emblématique de toujours en lui conférant le titre honorifique de président d'honneur du club. À cet effet, le 2 août 2009, une cérémonie fut organisée, qui célébra de manière solennelle le titre honorifique de président d'honneur de la JSK, en présence de journalistes pour Mahieddine Khalef.

## Décès
il est décédé le 10 décembre 2024, à l'âge de 80 ans et inhumé le lendemain au cimetière El Alia près d'Alger .